# Tim Williamson
Reginald Garnet Williamson, conosciuto come Tim Williamson (North Ormesby, 6 giugno 1884 – Redcar, 1º agosto 1943), è stato un calciatore inglese, di ruolo portiere.

## Carriera

### Club
Ha giocato per 21 anni con la maglia del Middlesbrough, per un totale di 630 presenze fra le varie competizioni ufficiali disputate, che fanno di lui il giocatore con più presenze nella storia del club.

### Nazionale
Ha esordito con la nazionale inglese il 25 febbraio 1905 in una partita amichevole contro l'Irlanda; successivamente ha difeso i colori del suo Paese in altre sei partite amichevoli (due contro l'Irlanda, due contro la Scozia e due contro il Galles) fra il 1911 ed il 1913.